# Відносини між Україною та Республікою Конго
Відносини між Україною та Республікою Конго було встановлено 3 червня 1999 року. Республіка Конго визнала незалежність України 25 березня 1992.
Інтереси громадян України в Республіці Конго захищає Посольство України в Сенегалі. В Республіці Конго діє Почесне консульство України в Демократичній Республіці Конго.